# Pyrinia olindaria
Pyrinia olindaria là một loài bướm đêm trong họ Geometridae.